# 45518 Larrykrozel
45518 Larrykrozel este o planetă minoră (asteroid) din centura de asteroizi. A fost descoperită pe 30 ianuarie 2000 la Catalina Station⁠(d) de Catalina Sky Survey. 
Obiectul prezintă o orbită caracterizată de o semiaxă mare de 2,9972824065939 UAi, o excentricitate de 0,031054560989206, o înclinație de 3,1836557739936 ° în raport cu ecliptica.